# Motorrad-Weltmeisterschaft 1978
Die Motorrad-WM-Saison 1978 war die 30. in der Geschichte der FIM-Motorrad-Straßenweltmeisterschaft.
In den Klassen  bis 500 cm³  und bis 350 cm³ wurden elf, in den Klassen bis 250 cm³ und bis 125 cm³ zwölf, in der Klasse bis 50 cm³ sieben und bei den Gespannen acht Rennen ausgetragen.

## Punkteverteilung
| Punktewertung | Punktewertung | Punktewertung | Punktewertung | Punktewertung | Punktewertung | Punktewertung | Punktewertung | Punktewertung | Punktewertung | Punktewertung |
| ------------- | ------------- | ------------- | ------------- | ------------- | ------------- | ------------- | ------------- | ------------- | ------------- | ------------- |
| Platz         | 1             | 2             | 3             | 4             | 5             | 6             | 7             | 8             | 9             | 10            |
| Punkte        | 15            | 12            | 10            | 8             | 6             | 5             | 4             | 3             | 2             | 1             |

In die Wertung kamen alle erzielten Resultate.

## 500-cm³-Klasse

### Rennergebnisse
|    | Datum  | Rennen                 | Strecke                   | Platz 1           | Platz 2           | Platz 3           | Pole-Position     | Schn. Rennrunde   |
| -- | ------ | ---------------------- | ------------------------- | ----------------- | ----------------- | ----------------- | ----------------- | ----------------- |
| 1  | 19.03. | 2. GP von Venezuela    | San Carlos                | Barry Sheene      | Pat Hennen        | Steve Baker       | Johnny Cecotto    | Barry Sheene      |
| 2  | 16.04. | GP von Spanien         | Jarama                    | Pat Hennen        | Kenny Roberts sr. | Takazumi Katayama | Kenny Roberts sr. | Kenny Roberts sr. |
| 3  | 30.04. | GP von Österreich      | Salzburgring              | Kenny Roberts sr. | Johnny Cecotto    | Barry Sheene      | Johnny Cecotto    | Kenny Roberts sr. |
| 4  | 07.05. | GP von Frankreich      | Nogaro                    | Kenny Roberts sr. | Pat Hennen        | Barry Sheene      | Johnny Cecotto    | Kenny Roberts sr. |
| 5  | 14.05. | 56. GP der Nationen    | Mugello                   | Kenny Roberts sr. | Pat Hennen        | Marco Lucchinelli | Kenny Roberts sr. | Kenny Roberts sr. |
| 6  | 24.06. | 48. Dutch TT           | Assen                     | Johnny Cecotto    | Kenny Roberts sr. | Barry Sheene      | Johnny Cecotto    | Kenny Roberts sr. |
| 7  | 02.07. | 51. GP von Belgien     | Spa-Francorchamps         | Wil Hartog        | Kenny Roberts sr. | Barry Sheene      | Johnny Cecotto    | Michel Rougerie   |
| 8  | 23.07. | GP von Schweden        | Karlskoga                 | Barry Sheene      | Wil Hartog        | Takazumi Katayama | Johnny Cecotto    | Johnny Cecotto    |
| 9  | 30.07. | GP von Finnland        | Imatra                    | Wil Hartog        | Takazumi Katayama | Johnny Cecotto    | Johnny Cecotto    | Johnny Cecotto    |
| 10 | 06.08. | GP von Großbritannien  | Silverstone               | Kenny Roberts sr. | Steve Manship     | Barry Sheene      | Michel Rougerie   | Kenny Roberts sr. |
| 11 | 20.08. | 42. GP von Deutschland | Nürburgring- Nordschleife | Virginio Ferrari  | Johnny Cecotto    | Kenny Roberts sr. | Johnny Cecotto    | Virginio Ferrari  |

### Fahrerwertung
| 1  | Kenny Roberts sr. | Yamaha | 110 |
| 2  | Barry Sheene      | Suzuki | 100 |
| 3  | Johnny Cecotto    | Yamaha | 66  |
| 4  | Wil Hartog        | Suzuki | 65  |
| 5  | Takazumi Katayama | Yamaha | 53  |
| 6  | Pat Hennen        | Suzuki | 51  |
| 7  | Steve Baker       | Suzuki | 42  |
| 8  | Teuvo Länsivuori  | Suzuki | 39  |
| 9  | Marco Lucchinelli | Suzuki | 30  |
| 10 | Michel Rougerie   | Suzuki | 23  |
| 11 | Virginio Ferrari  | Suzuki | 22  |
| 12 | Steve Parrish     | Suzuki | 20  |
| 13 | Boet van Dulmen   | Suzuki | 15  |
| 14 | Steve Manship     | Suzuki | 12  |
| 15 | Christian Estrosi | Suzuki | 11  |
| 16 | Graziano Rossi    | Suzuki | 7   |

| 17 | John Newbold        | Suzuki | 7 |
| 18 | Robertino Pietri    | Yamaha | 6 |
| 19 | Gianni Rolando      | Suzuki | 6 |
| 20 | Gerhard Vogt        | Yamaha | 5 |
| 21 | Philippe Coulon     | Suzuki | 5 |
| 22 | Leandro Becheroni   | Suzuki | 4 |
| 23 | Alex George         | Suzuki | 4 |
|    | Jürgen Steiner      | Suzuki | 4 |
| 25 | Jean-Philippe Orban | Suzuki | 3 |
| 26 | Gianfranco Bonera   | Suzuki | 2 |
|    | Carlo Perugini      | Suzuki | 2 |
|    | Tom Herron          | Suzuki | 2 |
| 29 | Bruno Kneubühler    | Suzuki | 2 |
| 30 | Kenny Blake         | Yamaha | 1 |
|    | Dennis Ireland      | Suzuki | 1 |

### Konstrukteurswertung
Der Konstrukteurstitel wurde Yamaha zuerkannt.

## 350-cm³-Klasse

### Rennergebnisse
|    | Datum  | Rennen                  | Strecke                   | Platz 1           | Platz 2           | Platz 3           | Pole-Position      | Schn. Rennrunde   |
| -- | ------ | ----------------------- | ------------------------- | ----------------- | ----------------- | ----------------- | ------------------ | ----------------- |
| 1  | 19.03. | 2. GP von Venezuela     | San Carlos                | Takazumi Katayama | Patrick Fernandez | Paolo Pileri      | Franco Uncini      | Franco Uncini     |
| 2  | 30.04. | GP von Österreich       | Salzburgring              | Kork Ballington   | Franco Uncini     | Takazumi Katayama | Kork Ballington    | Kork Ballington   |
| 3  | 07.05. | GP von Frankreich       | Nogaro                    | Gregg Hansford    | Kork Ballington   | Jon Ekerold       | Olivier Chevallier | Gregg Hansford    |
| 4  | 14.05. | 56. GP der Nationen     | Mugello                   | Kork Ballington   | Gregg Hansford    | Takazumi Katayama | Franco Uncini      | Gregg Hansford    |
| 5  | 24.06. | 48. Dutch TT            | Assen                     | Kork Ballington   | Gianfranco Bonera | Jon Ekerold       | Franco Uncini      | Gianfranco Bonera |
| 6  | 23.07. | GP von Schweden         | Karlskoga                 | Gregg Hansford    | Kork Ballington   | Takazumi Katayama | Gregg Hansford     | Gregg Hansford    |
| 7  | 30.07. | GP von Finnland         | Imatra                    | Kork Ballington   | Takazumi Katayama | Tom Herron        | Kork Ballington    | Takazumi Katayama |
| 8  | 06.08. | GP von Großbritannien   | Silverstone               | Kork Ballington   | Tom Herron        | Mick Grant        | Kork Ballington    | Tom Herron        |
| 9  | 20.08. | 42. GP von Deutschland  | Nürburgring- Nordschleife | Takazumi Katayama | Kork Ballington   | Michel Rougerie   | Gregg Hansford     | Takazumi Katayama |
| 10 | 27.08. | GP der Tschechoslowakei | Masaryk-Ring              | Kork Ballington   | Gregg Hansford    | Michel Rougerie   | Kork Ballington    | Kork Ballington   |
| 11 | 17.09. | GP von Jugoslawien      | Rijeka                    | Gregg Hansford    | Gianfranco Bonera | Patrick Fernandez | Gregg Hansford     | Gregg Hansford    |

### Fahrerwertung
| 1  | Kork Ballington    | Kawasaki   | 134 |
| 2  | Takazumi Katayama  | Yamaha     | 77  |
| 3  | Gregg Hansford     | Kawasaki   | 76  |
| 4  | Jon Ekerold        | Yamaha     | 64  |
| 5  | Tom Herron         | Yamaha     | 50  |
| 6  | Michel Rougerie    | Yamaha     | 47  |
| 7  | Gianfranco Bonera  | Yamaha     | 37  |
| 8  | Patrick Fernandez  | Yamaha     | 36  |
| 9  | Vic Soussan        | Yamaha     | 34  |
| 10 | Olivier Chevallier | Yamaha     | 27  |
| 11 | Pentti Korhonen    | Yamaha     | 20  |
| 12 | Franco Uncini      | Yamaha     | 19  |
| 13 | Paolo Pileri       | Morbidelli | 18  |
| 14 | Mick Grant         | Kawasaki   | 16  |
| 15 | Christian Sarron   | Yamaha     | 15  |
| 16 | Toni Mang          | Kawasaki   | 14  |

| 17 | Patrick Pons       | Yamaha     | 9 |
| 18 | Marco Lucchinelli  | Yamaha     | 5 |
|    | Guy Bertin         | Yamaha     | 5 |
| 20 | Eric Saul          | Yamaha     | 4 |
| 21 | Vanes Francini     | Yamaha     | 3 |
| 22 | Raymond Roche      | Yamaha     | 3 |
| 23 | Edoardo Alemán     | Yamaha     | 2 |
|    | Piet van der Wal   | Yamaha     | 2 |
|    | Leif Gustafsson    | Yamaha     | 2 |
|    | Giovanni Pelletier | Yamaha     | 2 |
| 27 | Antonio Piccioni   | Yamaha     | 1 |
|    | Mario Lega         | Morbidelli | 1 |
|    | Eero Hyvärinen     | Yamaha     | 1 |
|    | Hervé Moineau      | Yamaha     | 1 |
|    | Roland Freymond    | Yamaha     | 1 |

### Konstrukteurswertung
Der Konstrukteurstitel wurde Kawasaki zuerkannt.

## 250-cm³-Klasse

### Rennergebnisse
|    | Datum  | Rennen                  | Strecke                   | Platz 1           | Platz 2           | Platz 3           | Pole-Position     | Schn. Rennrunde   |
| -- | ------ | ----------------------- | ------------------------- | ----------------- | ----------------- | ----------------- | ----------------- | ----------------- |
| 1  | 19.03. | 2. GP von Venezuela     | San Carlos                | Kenny Roberts sr. | Carlos Lavado     | Patrick Fernandez | Franco Uncini     | Kenny Roberts sr. |
| 2  | 16.04. | GP von Spanien          | Jarama                    | Gregg Hansford    | Kenny Roberts sr. | Franco Uncini     | Kenny Roberts sr. | Gregg Hansford    |
| 3  | 07.05. | GP von Frankreich       | Nogaro                    | Gregg Hansford    | Kenny Roberts sr. | Kork Ballington   | Patrick Fernandez | Gregg Hansford    |
| 4  | 14.05. | 56. GP der Nationen     | Mugello                   | Kork Ballington   | Gregg Hansford    | Franco Uncini     | Kenny Roberts sr. | Kork Ballington   |
| 5  | 24.06. | 48. Dutch TT            | Assen                     | Kenny Roberts sr. | Kork Ballington   | Gregg Hansford    | Kenny Roberts sr. | Kenny Roberts sr. |
| 6  | 02.07. | 51. GP von Belgien      | Spa-Francorchamps         | Paolo Pileri      | Franco Uncini     | Walter Villa      | Kork Ballington   | Walter Villa      |
| 7  | 23.07. | GP von Schweden         | Karlskoga                 | Gregg Hansford    | Kork Ballington   | Patrick Fernandez | Kork Ballington   | Gregg Hansford    |
| 8  | 30.07. | GP von Finnland         | Imatra                    | Kork Ballington   | Gregg Hansford    | Mario Lega        | Gregg Hansford    | Kork Ballington   |
| 9  | 06.08. | GP von Großbritannien   | Silverstone               | Toni Mang         | Tom Herron        | Raymond Roche     | Kork Ballington   | Toni Mang         |
| 10 | 20.08. | 42. GP von Deutschland  | Nürburgring- Nordschleife | Kork Ballington   | Gregg Hansford    | Tom Herron        | Gregg Hansford    | Kork Ballington   |
| 11 | 27.08. | GP der Tschechoslowakei | Masaryk-Ring              | Kork Ballington   | Gregg Hansford    | Mario Lega        | Kork Ballington   | Kork Ballington   |
| 12 | 17.09. | GP von Jugoslawien      | Rijeka                    | Gregg Hansford    | Toni Mang         | Kork Ballington   | Kork Ballington   | Toni Mang         |

### Fahrerwertung
| 1  | Kork Ballington     | Kawasaki        | 124 |
| 2  | Gregg Hansford      | Kawasaki        | 118 |
| 3  | Patrick Fernandez   | Yamaha          | 55  |
| 4  | Kenny Roberts sr.   | Yamaha          | 54  |
| 5  | Toni Mang           | Kawasaki        | 52  |
| 6  | Tom Herron          | Yamaha          | 48  |
| 7  | Mario Lega          | Morbidelli      | 44  |
| 8  | Franco Uncini       | Yamaha          | 42  |
| 9  | Jon Ekerold         | Yamaha          | 40  |
| 10 | Paolo Pileri        | Morbidelli      | 35  |
| 11 | Raymond Roche       | Yamaha          | 26  |
| 12 | Olivier Chevallier  | Yamaha          | 25  |
| 13 | Jean-François Baldé | Kawasaki        | 19  |
| 14 | Mick Grant          | Kawasaki        | 17  |
| 15 | Vic Soussan         | Yamaha          | 14  |
| 16 | Walter Villa        | Harley-Davidson | 13  |
| 17 | Carlos Lavado       | Yamaha          | 12  |

| 18 | Chas Mortimer   | Yamaha | 12 |
| 19 | Pentti Korhonen | Yamaha | 10 |
| 20 | Clive Padgett   | Yamaha | 5  |
| 21 | Hans Müller     | Yamaha | 5  |
| 22 | Roland Freymond | Yamaha | 4  |
| 23 | Ted Henter      | Yamaha | 3  |
| 24 | Edoardo Alemán  | Yamaha | 2  |
|    | Ray Quincey     | Yamaha | 2  |
|    | Pekka Nurmi     | Yamaha | 2  |
|    | John Dodds      | Yamaha | 2  |
| 28 | Guy Bertin      | Yamaha | 1  |
|    | Sadao Asami     | Yamaha | 1  |
|    | Leif Gustafsson | Yamaha | 1  |
|    | Hervé Moineau   | Yamaha | 1  |
|    | Marc Fontan     | Yamaha | 1  |
|    | Thierry Espié   | Yamaha | 1  |
|    | Eero Hyvärinen  | Yamaha | 1  |

### Konstrukteurswertung
Der Konstrukteurstitel wurde Kawasaki zuerkannt.

## 125-cm³-Klasse

### Rennergebnisse
|    | Datum  | Rennen                 | Strecke                   | Platz 1            | Platz 2             | Platz 3             | Pole-Position      | Schn. Rennrunde                    |
| -- | ------ | ---------------------- | ------------------------- | ------------------ | ------------------- | ------------------- | ------------------ | ---------------------------------- |
| 1  | 19.03. | 2. GP von Venezuela    | San Carlos                | Pier Paolo Bianchi | Eugenio Lazzarini   | Víctor León-Pacheco | Pier Paolo Bianchi | Pier Paolo Bianchi                 |
| 2  | 16.04. | GP von Spanien         | Jarama                    | Eugenio Lazzarini  | Thierry Espié       | Harald Bartol       | Pier Paolo Bianchi | Eugenio Lazzarini                  |
| 3  | 30.04. | GP von Österreich      | Salzburgring              | Eugenio Lazzarini  | Harald Bartol       | Pier Paolo Bianchi  | Eugenio Lazzarini  | Eugenio Lazzarini                  |
| 4  | 07.05. | GP von Frankreich      | Nogaro                    | Pier Paolo Bianchi | Eugenio Lazzarini   | Per-Edvard Carlsson | Thierry Espié      | Pier Paolo Bianchi                 |
| 5  | 14.05. | 56. GP der Nationen    | Mugello                   | Eugenio Lazzarini  | Maurizio Massimiani | Harald Bartol       | Eugenio Lazzarini  | Thierry Espié                      |
| 6  | 24.06. | 48. Dutch TT           | Assen                     | Eugenio Lazzarini  | Maurizio Massimiani | Harald Bartol       | Eugenio Lazzarini  | Eugenio Lazzarini                  |
| 7  | 02.07. | 51. GP von Belgien     | Spa-Francorchamps         | Pier Paolo Bianchi | Ángel Nieto         | Maurizio Massimiani | Ángel Nieto        | Pier Paolo Bianchi und Ángel Nieto |
| 8  | 23.07. | GP von Schweden        | Karlskoga                 | Pier Paolo Bianchi | Ángel Nieto         | Thierry Espié       | Pier Paolo Bianchi | Ángel Nieto                        |
| 9  | 30.07. | GP von Finnland        | Imatra                    | Ángel Nieto        | Eugenio Lazzarini   | Harald Bartol       | Eugenio Lazzarini  | Ángel Nieto                        |
| 10 | 06.08. | GP von Großbritannien  | Silverstone               | Ángel Nieto        | Clive Horton        | Eugenio Lazzarini   | Eugenio Lazzarini  | Eugenio Lazzarini                  |
| 11 | 20.08. | 42. GP von Deutschland | Nürburgring- Nordschleife | Ángel Nieto        | Thierry Espié       | Hans Müller         | Thierry Espié      | Ángel Nieto                        |
| 12 | 17.09. | GP von Jugoslawien     | Rijeka                    | Ángel Nieto        | Hans Müller         | Pierluigi Conforti  | Thierry Espié      | Patrick Plisson                    |

### Fahrerwertung
| 1  | Eugenio Lazzarini      | MBA                 | 114 |
| 2  | Ángel Nieto            | Bultaco / Minarelli | 88  |
| 3  | Pier Paolo Bianchi     | Minarelli           | 70  |
| 4  | Harald Bartol          | Morbidelli          | 68  |
| 5  | Thierry Espié          | Motobécane          | 62  |
| 6  | Maurizio Massimiani    | Morbidelli          | 56  |
| 7  | Hans Müller            | Morbidelli          | 48  |
| 8  | Per-Edvard Carlsson    | Morbidelli          | 46  |
| 9  | Jean-Louis Guignabodet | Bender / Morbidelli | 42  |
| 10 | Clive Horton           | Morbidelli          | 25  |
| 11 | Patrick Plisson        | Morbidelli          | 20  |
| 12 | Matti Kinnunen         | Morbidelli          | 18  |
| 13 | Stefan Dörflinger      | Morbidelli          | 17  |
| 14 | Pierluigi Conforti     | MBA                 | 16  |
| 15 | August Auinger         | Morbidelli          | 14  |
| 16 | Víctor León-Pacheco    | Morbidelli          | 10  |
| 17 | Thierry Noblesse       | Morbidelli          | 9   |

| 18 | Alejandro Alemán | Morbidelli | 8 |
| 19 | Felice Agostini  | Morbidelli | 7 |
| 20 | Riccardo Russo   | Morbidelli | 6 |
| 21 | Cees van Dongen  | Morbidelli | 6 |
| 22 | Claudio Granata  | Morbidelli | 5 |
|    | Gert Bender      | Bender     | 5 |
| 24 | Walter Koschine  | Bender     | 5 |
| 25 | Luigi Schiavone  | Morbidelli | 4 |
|    | Miguel Cortés    | Morbidelli | 4 |
| 27 | Rolf Blatter     | Morbidelli | 3 |
|    | Yves Dupont      | Morbidelli | 3 |
| 29 | Henk van Kessel  | AGV-Condor | 2 |
| 30 | Ricardo Tormo    | Bultaco    | 1 |
|    | Daniel Meyer     | Morbidelli | 1 |
|    | Enrico Cereda    | Morbidelli | 1 |
|    | Bennie Wilbers   | Morbidelli | 1 |
|    | Stefan Jansen    | Morbidelli | 1 |

### Konstrukteurswertung
Der Konstrukteurstitel wurde MBA zuerkannt.

## 50-cm³-Klasse

### Rennergebnisse
|   | Datum  | Rennen                  | Strecke                   | Platz 1           | Platz 2           | Platz 3              | Pole-Position     | Schn. Rennrunde   |
| - | ------ | ----------------------- | ------------------------- | ----------------- | ----------------- | -------------------- | ----------------- | ----------------- |
| 1 | 16.04. | GP von Spanien          | Jarama                    | Eugenio Lazzarini | Ricardo Tormo     | Patrick Plisson      | Eugenio Lazzarini | Eugenio Lazzarini |
| 2 | 14.05. | 56. GP der Nationen     | Mugello                   | Ricardo Tormo     | Patrick Plisson   | Julien van Zeebroeck | Ricardo Tormo     | Stefan Dörflinger |
| 3 | 24.06. | 48. Dutch TT            | Assen                     | Eugenio Lazzarini | Ricardo Tormo     | Patrick Plisson      | Eugenio Lazzarini | Eugenio Lazzarini |
| 4 | 02.07. | 51. GP von Belgien      | Spa-Francorchamps         | Ricardo Tormo     | Eugenio Lazzarini | Stefan Dörflinger    | Ricardo Tormo     | Ricardo Tormo     |
| 5 | 20.08. | 42. GP von Deutschland  | Nürburgring- Nordschleife | Ricardo Tormo     | Ángel Nieto       | Eugenio Lazzarini    | Ricardo Tormo     | Ricardo Tormo     |
| 6 | 27.08. | GP der Tschechoslowakei | Masaryk-Ring              | Ricardo Tormo     | Claudio Lusuardi  | Henk van Kessel      | Ricardo Tormo     | Ricardo Tormo     |
| 7 | 17.09. | GP von Jugoslawien      | Rijeka                    | Ricardo Tormo     | Eugenio Lazzarini | Patrick Plisson      | Eugenio Lazzarini | Ricardo Tormo     |

### Fahrerwertung
| 1  | Ricardo Tormo        | Bultaco  | 99 |
| 2  | Eugenio Lazzarini    | Kreidler | 64 |
| 3  | Patrick Plisson      | ABF      | 48 |
| 4  | Wolfgang Müller      | Kreidler | 28 |
| 5  | Rolf Blatter         | Kreidler | 25 |
| 6  | Stefan Dörflinger    | Kreidler | 24 |
| 7  | Claudio Lusuardi     | Bultaco  | 20 |
| 8  | Peter Looijesteijn   | Kreidler | 14 |
| 9  | Ingo Emmerich        | Kreidler | 14 |
| 10 | Aldo Pero            | Kreidler | 13 |
| 11 | Ángel Nieto          | Bultaco  | 12 |
| 12 | Henk van Kessel      | Sparta   | 11 |
| 13 | Enrico Cereda        | DRS      | 11 |
| 14 | Julien van Zeebroeck | Kreidler | 10 |

| 15 | Cees van Dongen    | Kreidler   | 10 |
|    | Reiner Scheidhauer | Kreidler   | 10 |
| 17 | Hagen Klein        | Kreidler   | 9  |
| 18 | Theo Timmer        | Kreidler   | 9  |
| 19 | Pierre Dumont      | Kreidler   | 6  |
| 20 | Daniel Corvi       | Kreidler   | 5  |
| 21 | Gerrit Strikker    | Kreidler   | 4  |
|    | Luigi Rinaudo      | Tomos      | 4  |
| 23 | Ramón Galí         | Bultaco    | 3  |
| 24 | Alberto Ieva       | Morbidelli | 3  |
| 25 | Salvatore Monreale | UFO        | 2  |
|    | Zbyněk Havrda      | Kreidler   | 2  |
| 27 | Javier Mira        | Kreidler   | 1  |
|    | Jacky Hutteau      | Kreidler   | 1  |

### Konstrukteurswertung
Der Konstrukteurstitel wurde Bultaco zuerkannt.

## Gespanne (500 cm³)

### Rennergebnisse
|   | Datum  | Rennen                  | Strecke                   | Platz 1                          | Platz 2                            | Platz 3                                 | Pole-Position                       | Schn. Rennrunde                  |
| - | ------ | ----------------------- | ------------------------- | -------------------------------- | ---------------------------------- | --------------------------------------- | ----------------------------------- | -------------------------------- |
| 1 | 30.04. | GP von Österreich       | Salzburgring              | Rolf Biland / Kenneth Williams   | Malcolm Hobson / Kenny Birch       | Alain Michel / Stuart Collins           | Rolf Biland / Kenneth Williams      | Werner Schwärzel / Andreas Huber |
| 2 | 07.05. | GP von Frankreich       | Nogaro                    | Rolf Biland / Kenneth Williams   | Alain Michel / Stuart Collins      | Malcolm Hobson / Kenny Birch            | Alain Michel / Stuart Collins       | Rolf Biland / Kenneth Williams   |
| 3 | 14.05. | 56. GP der Nationen     | Mugello                   | Rolf Biland / Kenneth Williams   | Werner Schwärzel / Andreas Huber   | Jean-François Monnin / Philippe Miserez | Alain Michel / Stuart Collins       | Rolf Biland / Kenneth Williams   |
| 4 | 24.06. | 48. Dutch TT            | Assen                     | Werner Schwärzel / Andreas Huber | Jean-François Monnin / Paul Gérard | Dick Greasley / Gordon Russell          | Rolf Biland / Kenneth Williams      | Rolf Biland / Kenneth Williams   |
| 5 | 02.07. | 51. GP von Belgien      | Spa-Francorchamps         | Bruno Holzer / Karl Meierhans    | Alain Michel / Stuart Collins      | Rolf Biland / Kenneth Williams          | Rolf Steinhausen / Wolfgang Kalauch | Alain Michel / Stuart Collins    |
| 6 | 06.08. | GP von Großbritannien   | Silverstone               | Alain Michel / Stuart Collins    | Rolf Biland / Kenneth Williams     | Jock Taylor / James Neil                | Rolf Biland / Kenneth Williams      | Rolf Biland / Kenneth Williams   |
| 7 | 20.08. | 42. GP von Deutschland  | Nürburgring- Nordschleife | Werner Schwärzel / Andreas Huber | Alain Michel / Stuart Collins      | Dick Greasley / Gordon Russell          | Rolf Biland / Kenneth Williams      | Alain Michel / Stuart Collins    |
| 8 | 27.08. | GP der Tschechoslowakei | Masaryk-Ring              | Alain Michel / Stuart Collins    | Rolf Biland / Kenneth Williams     | Dick Greasley / Gordon Russell          | Werner Schwärzel / Andreas Huber    | Alain Michel / Stuart Collins    |

### Fahrerwertung
| 1  | Rolf Biland          | Kenneth Williams                      | TTM-Yamaha / BEO-Yamaha | 79 |
| 2  | Alain Michel         | Stuart Collins                        | Seymaz-Yamaha           | 76 |
| 3  | Bruno Holzer         | Karl Meierhans                        | LCR-Yamaha              | 49 |
| 4  | Werner Schwärzel     | Andreas Huber                         | ARO-Fath                | 47 |
| 5  | Dick Greasley        | Gordon Russell                        | Busch-Yamaha            | 43 |
| 6  | Jean-François Monnin | Philippe Miserez bzw. Paul Gérard     | Seymaz-Yamaha           | 32 |
| 7  | Jock Taylor          | Lewis Ward bzw. James Neil            | Windle-Yamaha           | 30 |
| 8  | George O’Dell        | Cliff Holland                         | Seymaz-Yamaha           | 23 |
| 9  | Malcolm Hobson (†)   | Kenny Birch (†)                       | Schmid-Yamaha           | 22 |
| 10 | Bill Hodgkins        | John Parkins                          | Windle/Yamaha           | 20 |
| 11 | Göte Brodin          | Per-Erik Wickström bzw. Billy Gällros | Yamaha                  | 15 |
| 12 | Hermann Schmid       | Kenny Arthur                          | Schmid-Yamaha           | 14 |
| 13 | Yvan Trolliet        | Pierre Muller                         | GEP/Yamaha              | 10 |
| 14 | Rolf Steinhausen     | Wolfgang Kalauch                      | Seymaz-Yamaha           | 8  |
| 15 | Hermann Huber        | Bernhard Schappacher                  | König                   | 8  |
| 16 | Max Venus            | Norbert Bittermann                    | CAT-Yamaha              | 7  |
| 17 | Cees Smit            | Jan Smit                              | Seymaz-Yamaha           | 7  |
| 18 | Siegfried Schauzu    | Lorenzo Puzo                          | Busch-Yamaha            | 7  |
| 19 | Amedeo Zini          | Andrea Fornaro                        | König                   | 6  |
| 20 | Mick Boddice         | Mick Burns                            | Yamaha                  | 5  |
| 21 | Wolfgang Stropek     | Karl Altrichter                       | Schmid-Yamaha           | 4  |
| 22 | Gérald Corbaz        | Roland Gabriel                        | Schmid-Yamaha           | 4  |
| 23 | Boy Brouwer          | Jan Oostwouder                        | Coan-Yamaha             | 3  |
| 24 | Otto Haller          | Rainer Gundel                         | Yamaha                  | 3  |
| 25 | Klaus Sprengel       | Manfred Kürnsteiner                   | Suzuki                  | 2  |
|    | Ernst Trachsel (†)   | Andreas Stäger                        | TTM-Suzuki              | 2  |
| 27 | Thomas Müller        | Kurt Waltisperg                       | TTM-Yamaha              | 1  |
|    | Egbert Streuer       | Johan van der Kaap                    | Schmid-/Yamaha          | 1  |

### Konstrukteurswertung
Der Konstrukteurstitel wurde TTM-Yamaha bzw. BEO-Yamaha zuerkannt.